# Dirka po Italiji 2011
Dirka po Italiji 2011 (italijansko Giro d'Italia 2011) je 94. izvedba dirke po Italiji, tritedenske moške cestne kolesarske etapne dirke. Začela se je 7. maja v Venaria Realeju in končala 29. maja v Milanu. Sodelovalo je 207 kolesarjev iz 23-ih ekip. Rožnato majico je prvič osvojil Michele Scarponi (Lampre-ISD), drugo mesto Vincenzo Nibali (Liquigas-Cannondale), tretje pa John Gadret (Ag2r-La Mondiale). Rdečo majico je osvojil Michele Scarponi, zeleno majico Stefano Garzelli (Acqua & Sapone), belo majico pa Roman Kreuziger (Astana). Prvotni zmagovalec dirke in nosilec rdeče majice je bil Alberto Contador, toda februarja 2012 mu ju je Arbitražno razsodišče za šport odvzelo zaradi dopinga iz leta 2010. V 3. etapi se je pri spustu s Passa del Bocco smrtno ponesrečil Wouter Weylandt.

## Ekipe
ProTeams
- Ag2r-La Mondiale
- Astana
- BMC Racing Team
- Euskaltel-Euskadi
- Garmin–Cervélo
- HTC–Highroad
- Lampre-ISD
- Leopard Trek
- Liquigas-Cannondale
- Omega Pharma–Lotto
- Quick-Step
- Rabobank
- Saxo Bank–SunGard
- Movistar Team
- Team RadioShack
- Team Katusha
- Team Sky
- Vacansoleil-DCM

UCI Professional Continental teams
- Acqua & Sapone
- Androni Giocattoli
- Colnago–CSF Inox
- Geox–TMC
- Farnese Vini–Neri Sottoli

## Etape
| Etapa | Datum   | Štart/Cilj                              | Razdalja    | Tip         | Tip                  | Zmagovalec                                     |             |
| ----- | ------- | --------------------------------------- | ----------- | ----------- | -------------------- | ---------------------------------------------- | ----------- |
| 1     | 7. maj  | Venaria Reale – Torino                  | 19,3 km     |             | ekipni kronometer    | HTC–Highroad                                   |             |
| 2     | 8. maj  | Alba – Parma                            | 244 km      |             | ravninska etapa      | Alessandro Petacchi (ITA)                      |             |
| 3     | 9. maj  | Reggio Emilia – Rapallo                 | 173 km      |             | ravninska etapa      | Ángel Vicioso (ESP)                            |             |
| 4     | 10. maj | Quarto dei Mille – Livorno              | 216 km      |             | hribovita etapa      | nevtralzacija                                  |             |
| 5     | 11. maj | Piombino – Orvieto                      | 191 km      |             | hribovita etapa      | Pieter Weening (NED)                           |             |
| 6     | 12. maj | Orvieto – Fiuggi                        | 216 km      |             | hribovita etapa      | Francisco Ventoso (ESP)                        |             |
| 7     | 13. maj | Maddaloni – Montevergine di Mercogliano | 110 km      |             | gorska etapa         | Bart De Clercq (BEL)                           |             |
| 8     | 14. maj | Sapri – Tropea                          | 217 km      |             | ravninska etapa      | Oscar Gatto (ITA)                              |             |
| 9     | 15. maj | Messina – Etna                          | 169 km      |             | gorska etapa         | Alberto Contador (ESP) · José Rujano (VEN)     |             |
|       | 16. maj | dan počitka                             | dan počitka | dan počitka | dan počitka          | dan počitka                                    | dan počitka |
| 10    | 17. maj | Termoli – Teramo                        | 159 km      |             | ravninska etapa      | Mark Cavendish (GBR)                           |             |
| 11    | 18. maj | Teramo – Castelfidardo                  | 142 km      |             | hribovita etapa      | John Gadret (FRA)                              |             |
| 12    | 19. maj | Castelfidardo – Ravenna                 | 184 km      |             | ravninska etapa      | Mark Cavendish (GBR)                           |             |
| 13    | 20. maj | Spilimbergo – Grossglockner (Avstrija)  | 167 km      |             | gorska etapa         | José Rujano (VEN)                              |             |
| 14    | 21. maj | Lienz (Avstrija) – Monte Zoncolan       | 170 km      |             | gorska etapa         | Igor Antón (ESP)                               |             |
| 15    | 22. maj | Conegliano – Gardeccia-Val di Fassa     | 229 km      |             | gorska etapa         | Mikel Nieve (ESP)                              |             |
|       | 23. maj | dan počitka                             | dan počitka | dan počitka | dan počitka          | dan počitka                                    | dan počitka |
| 16    | 24. maj | Belluno – Nevegal                       | 12,7 km     |             | posamični kronometer | Alberto Contador (ESP) · Vincenzo Nibali (ITA) |             |
| 17    | 25. maj | Feltre – Tirano                         | 230 km      |             | gorska etapa         | Diego Ulissi (ITA)                             |             |
| 18    | 26. maj | Morbegno – San Pellegrino Terme         | 151 km      |             | hribovita etapa      | Eros Capecchi (ITA)                            |             |
| 19    | 27. maj | Bergamo – Macugnaga                     | 209 km      |             | gorska etapa         | Paolo Tiralongo (ITA)                          |             |
| 20    | 28. maj | Verbania – Sestriere                    | 242 km      |             | gorska etapa         | Vasil Kirjienka (BLR)                          |             |
| 21    | 29. maj | Milano                                  | 26 km       |             | posamični kronometer | David Millar (GBR)                             |             |
|       | Skupaj  | Skupaj                                  | 3434 km     | 3434 km     | 3434 km              | 3434 km                                        | 3434 km     |

## Razvrstitev po klasifikacijah
| Etapa  | Zmagovalec                       | Rožnata majica ·                     | Rdeča majica ·                       | Zelena majica ·              | Bela majica ·     |
| ------ | -------------------------------- | ------------------------------------ | ------------------------------------ | ---------------------------- | ----------------- |
| 1      | HTC–Highroad                     | Marco Pinotti                        | brez                                 | brez                         | Bjørn Selander    |
| 2      | Alessandro Petacchi              | Mark Cavendish                       | Alessandro Petacchi                  | Sebastian Lang               | Bjørn Selander    |
| 3      | Ángel Vicioso                    | David Millar                         | Alessandro Petacchi                  | Gianluca Brambilla           | Jan Bakelants     |
| 4      | nevtralizacija                   | David Millar                         | Alessandro Petacchi                  | Gianluca Brambilla           | Jan Bakelants     |
| 5      | Pieter Weening                   | Pieter Weening                       | Alessandro Petacchi                  | Martin Kohler                | Steven Kruijswijk |
| 6      | Francisco Ventoso                | Pieter Weening                       | Alessandro Petacchi                  | Martin Kohler                | Steven Kruijswijk |
| 7      | Bart De Clercq                   | Pieter Weening                       | Alessandro Petacchi                  | Bart De Clercq               | Steven Kruijswijk |
| 8      | Oscar Gatto                      | Pieter Weening                       | Alessandro Petacchi                  | Bart De Clercq               | Steven Kruijswijk |
| 9      | Alberto Contador José Rujano     | Alberto Contador Kanstantsin Sivtsov | Alberto Contador Alessandro Petacchi | Filippo Savini               | Roman Kreuziger   |
| 10     | Mark Cavendish                   | Alberto Contador Kanstantsin Sivtsov | Alessandro Petacchi                  | Filippo Savini               | Roman Kreuziger   |
| 11     | John Gadret                      | Alberto Contador Kanstantsin Sivtsov | Alessandro Petacchi                  | Filippo Savini               | Roman Kreuziger   |
| 12     | Mark Cavendish                   | Alberto Contador Kanstantsin Sivtsov | Alessandro Petacchi                  | Filippo Savini               | Roman Kreuziger   |
| 13     | José Rujano                      | Alberto Contador Vincenzo Nibali     | Alberto Contador Roberto Ferrari     | Alberto Contador José Rujano | Roman Kreuziger   |
| 14     | Igor Antón                       | Alberto Contador Vincenzo Nibali     | Alberto Contador Michele Scarponi    | Alberto Contador José Rujano | Roman Kreuziger   |
| 15     | Mikel Nieve                      | Alberto Contador Michele Scarponi    | Alberto Contador Michele Scarponi    | Stefano Garzelli             | Roman Kreuziger   |
| 16     | Alberto Contador Vincenzo Nibali | Alberto Contador Michele Scarponi    | Alberto Contador Michele Scarponi    | Stefano Garzelli             | Roman Kreuziger   |
| 17     | Diego Ulissi                     | Alberto Contador Michele Scarponi    | Alberto Contador Michele Scarponi    | Stefano Garzelli             | Roman Kreuziger   |
| 18     | Eros Capecchi                    | Alberto Contador Michele Scarponi    | Alberto Contador Michele Scarponi    | Stefano Garzelli             | Roman Kreuziger   |
| 19     | Paolo Tiralongo                  | Alberto Contador Michele Scarponi    | Alberto Contador Michele Scarponi    | Stefano Garzelli             | Roman Kreuziger   |
| 20     | Vasil Kirjienka                  | Alberto Contador Michele Scarponi    | Alberto Contador Michele Scarponi    | Stefano Garzelli             | Roman Kreuziger   |
| 21     | David Millar                     | Alberto Contador Michele Scarponi    | Alberto Contador Michele Scarponi    | Stefano Garzelli             | Roman Kreuziger   |
| Skupaj | Skupaj                           | Alberto Contador Michele Scarponi    | Alberto Contador Michele Scarponi    | Stefano Garzelli             | Roman Kreuziger   |

## Končna razvrstitev
| Legenda | Legenda                                  | Legenda | Legenda                                    |
| ------- | ---------------------------------------- | ------- | ------------------------------------------ |
|         | Predstavlja vodilnega v skupnem seštevku |         | Predstavlja najboljšega mladega kolesarja  |
|         | Predstavlja vodilnega po točkah          |         | Predstavlja vodilnega v gorski razvrstitvi |

| Poz. | Kolesar                 | Ekipa               | Čas         |
| ---- | ----------------------- | ------------------- | ----------- |
| DSQ  | Alberto Contador (ESP)  | Saxo Bank–SunGard   | 84h 05' 14" |
| 1    | Michele Scarponi (ITA)  | Lampre-ISD          | 84h 11' 24" |
| 2    | Vincenzo Nibali (ITA)   | Liquigas-Cannondale | + 46"       |
| 3    | John Gadret (FRA)       | Ag2r-La Mondiale    | + 3' 54"    |
| 4    | Joaquim Rodríguez (ESP) | Team Katusha        | + 4' 55"    |
| 5    | Roman Kreuziger (CZE)   | Astana              | + 5' 18"    |
| 6    | José Rujano (VEN)       | Androni Giocattoli  | + 6' 02"    |
| 7    | Denis Menčov (RUS)      | Geox–TMC            | + 6' 08"    |
| 8    | Steven Kruijswijk (NED) | Rabobank            | + 7' 41"    |
| 9    | Kanstancin Sivcov (BLR) | HTC–Highroad        | + 8' 00"    |
| 10   | Mikel Nieve (ESP)       | Euskaltel-Euskadi   | + 9' 58"    |

| Poz. | Kolesar                 | Ekipa               | Točke |
| ---- | ----------------------- | ------------------- | ----- |
| DSQ  | Alberto Contador (ESP)  | Saxo Bank–SunGard   | 186   |
| 1    | Michele Scarponi (ITA)  | Lampre-ISD          | 122   |
| 2    | Vincenzo Nibali (ITA)   | Liquigas-Cannondale | 116   |
| 3    | José Rujano (VEN)       | Androni Giocattoli  | 107   |
| 4    | John Gadret (FRA)       | Ag2r-La Mondiale    | 97    |
| 5    | Joaquim Rodríguez (ESP) | Team Katusha        | 87    |
| 6    | Roman Kreuziger (CZE)   | Astana              | 85    |
| 7    | Stefano Garzelli (ITA)  | Acqua & Sapone      | 81    |
| 8    | Roberto Ferrari (ITA)   | Androni Giocattoli  | 70    |
| 9    | Pablo Lastras (ESP)     | Movistar Team       | 66    |
| 10   | Jan Bakelants (BEL)     | Omega Pharma–Lotto  | 63    |

| Poz. | Kolesar                  | Ekipa               | Točke |
| ---- | ------------------------ | ------------------- | ----- |
| 1    | Stefano Garzelli (ITA)   | Acqua & Sapone      | 67    |
| DSQ  | Alberto Contador (ESP)   | Saxo Bank–SunGard   | 58    |
| 2    | José Rujano (VEN)        | Androni Giocattoli  | 43    |
| 3    | Mikel Nieve (ESP)}       | Euskaltel-Euskadi   | 39    |
| 4    | Gianluca Brambilla (ITA) | Colnago–CSF Inox    | 29    |
| 5    | Vasil Kirjienka (BLR)    | Movistar Team       | 24    |
| 6    | Emanuele Sella (ITA)     | Androni Giocattoli  | 23    |
| 7    | Michele Scarponi (ITA)   | Lampre-ISD          | 23    |
| 8    | Vincenzo Nibali (ITA)    | Liquigas-Cannondale | 22    |
| 9    | Johnny Hoogerland (NED)  | Vacansoleil-DCM     | 21    |
| 10   | Jérôme Pineau (FRA)      | Quick-Step          | 20    |

| Poz. | Kolesar                  | Ekipa              | Čas          |
| ---- | ------------------------ | ------------------ | ------------ |
| 1    | Roman Kreuziger (CZE)    | Astana             | 84h 16' 42"  |
| 2    | Steven Kruijswijk (NED)  | Rabobank           | + 2' 23"     |
| 3    | Peter Stetina (USA)      | Garmin–Cervélo     | + 38' 41"    |
| 4    | Jan Bakelants (BEL)      | Omega Pharma–Lotto | + 43' 39"    |
| 5    | Bart De Clercq (BEL)     | Omega Pharma–Lotto | + 42' 46"    |
| 6    | José Sarmiento (COL)     | Acqua & Sapone     | + 1h 06' 01" |
| 7    | Marcel Wyss (SUI)        | Geox–TMC           | + 1h 07' 16" |
| 8    | Diego Ulissi (ITA)       | Lampre-ISD         | + 1h 20' 14" |
| 9    | Robert Kišerlovski (CRO) | Astana             | + 1h 22' 10" |
| 10   | Kevin Seeldraeyers (BEL) | Quick-Step         | + 1h 42' 22" |

| Poz. | Ekipa              | Čas          |
| ---- | ------------------ | ------------ |
| 1    | Astana             | 252h 44' 52" |
| 2    | Movistar Team      | + 10' 00"    |
| 3    | Ag2r-La Mondiale   | + 11' 23"    |
| 4    | Team Katusha       | + 24' 46"    |
| 5    | Geox–TMC           | + 38' 41"    |
| 6    | Saxo Bank–SunGard  | + 45' 23"    |
| 7    | Omega Pharma–Lotto | + 1h 07' 35" |
| 8    | Acqua & Sapone     | + 1h 07' 57" |
| 9    | Euskaltel-Euskadi  | + 1h 20' 35" |
| 10   | Lampre-ISD         | + 1h 24' 01" |

| Poz. | Ekipa               | Točke |
| ---- | ------------------- | ----- |
| 1    | Lampre-ISD          | 338   |
| 2    | Androni Giocattoli  | 299   |
| 3    | Ag2r-La Mondiale    | 298   |
| 4    | Movistar Team       | 285   |
| 5    | Saxo Bank–SunGard   | 277   |
| 6    | Ag2r-La Mondiale    | 221   |
| 7    | HTC–Highroad        | 266   |
| 8    | Astana              | 242   |
| 9    | Liquigas-Cannondale | 239   |
| 10   | Team Katusha        | 202   |